# Santiago Ascacíbar
Santiago Lionel Ascacíbar (La Plata, Argentina, 25 de febrero de 1997) es un futbolista argentino. Juega de mediocampista y su equipo actual es Estudiantes de La Plata de la Primera División de Argentina. Ha sido internacional con la selección argentina.

## Trayectoria

### Comienzos
Ascacíbar nació el 25 de febrero de 1997 en la ciudad de La Plata, como parte de una familia extensa: hijo de Mariana Rollero y Javier Ascacíbar, residió en Villa Elvira y tiene cuatro hermanos, todos ellos varones. Además convivía en su hogar con dos compañeros de los juveniles de su club que por diversos motivos ya no podían hospedarse en la pensión de la institución de la que formaban parte - Estudiantes de La Plata- y a quienes llevó a su casa a vivir, considerando a estos también como sus "hermanos".
Sus inicios se desarrollan en diversos clubes de barrio: Almagro, Neptuno 35 de Villa Elvira, 12 de septiembre y Juventud La Plata.

### Estudiantes de La Plata
Llega al Club Estudiantes de La Plata en el 2006 a la edad de 8 años, luego de realizar una prueba en la que el exentrenador de las Inferiores de Estudiantes, Omar Rulli -padre del portero Gerónimo Rulli- quedara sorprendido por su tenacidad, algo que refrendará con el tiempo, demostrando para Rulli ser “un fanático del entrenamiento, muy obsesivo desde chiquito para mejorar su técnica, lo mismo que con su trabajo diario”. Así es que, denotando habilidad como volante central desde un comienzo, y una personalidad pocas veces vista en jugadores del fútbol amateur, el "Rusito"-como lo apodan desde pequeño- se convirtió rápidamente en un pilar de su categoría.
Tras tener grandes rendimientos en sus primeros cuatro años en divisiones juveniles de AFA, a finales del 2014, el Coordinador del Fútbol Juvenil del equipo, Hermes Desio, lo convocó por primera vez a Reserva haciendo su debut en un partido ante Rosario Central  en el Estadio Gigante de Arroyito.
Ya a comienzos del 2015 representó a Estudiantes en la Frenz International Cup en Malasia e Indonesia con un equipo conformado por jóvenes categoría 97 y 98. Si bien Estudiantes cayó en la final ante Sport Club Internacional, la organización lo eligió como mejor jugador del torneo. Una vez de regreso en el país, Nelson Vivas -DT del equipo de Primera División- lo consolidó como el volante central de la Reserva.
Ese mismo año, y por recomendación de Juan Sebastián Verón -presidente del club- finalizó sus estudios secundarios en el Colegio de Estudiantes y se anotó para estudiar Antropología en la prestigiosa Universidad Nacional de La Plata; y aunque no pudo continuar asistiendo a clases regularmente por su debut y su afianzamiento con el primer equipo del club, todas sus decisiones dan muestra de la particular madurez y personalidad que resaltan quienes lo conocen. En este sentido, Ascacibar es la antítesis del típico jugador de élite: vive aún con sus padres y hermanos y lleva una vida alejada de las fastuosidades.

"Tenés que tener la cabeza clara en lo que querés y después de ahí está en vos hacer lo que quieras. Si querés tener autos lujosos y mujeres, los vas a tener; si no querés tenerlos, no los vas a tener. Nadie te pone un arma en la cabeza y te dice 'hacelo'. Pero tampoco hay que juzgar eso, porque cada uno es responsable de lo que hace y cada uno es libre en su vida de hacer lo que quiere".
Santiago Ascacibar. Infobae, 15 de enero de 2017.

Si bien el 15 de enero de 2016 tiene la oportunidad de jugar un partido en el marco Torneo de verano ante Racing Club (victoria de Estudiantes 4:2 teniendo él una destacable actuación), el debut oficial con la primera categoría del club se dará el 8 de febrero de 2016, ante Club Atlético Lanús en Sarandí -en el marco de la primera fecha del Torneo Transición- partido que terminó en derrota 1:0.
Con el transcurso de los partidos su rendimiento fue cada vez mejor y se convirtió en titular del equipo: en su primer torneo como profesional, en donde disputó todos los partidos que jugó su equipo, fue el jugador que más pelotas recuperó y el segundo que más pases realizó.
Su desempeño futbolístico en el año 2016 -el de su debut- fue excelso, tanto que le permitió, con tan solo 19 años, estar ternado por parte del Círculo de Periodistas Deportivos de Buenos Aires a los Premios Olimpia en la categoría Mejor Jugador del Fútbol Local.
El 3 de agosto de 2017 jugó su último partido, el número 50 con la camiseta de Estudiantes, frente a Nacional de Potosí por la Copa Sudamericana 2017. El equipo ganó 2-0 con dos goles de Mariano Pavone y clasificó a los octavos de final. A los 41' de la segunda etapa, el DT Gustavo Matosas decidió sustituirlo por su compañero Juan Bautista Cascini y se llevó la ovación de toda la hinchada presente en el Estadio Ciudad de La Plata.

### Alemania e Italia
El 22 de agosto de 2017 fichó por el VfB Stuttgart con un contrato hasta el año 2022 mediante un costo de 8 000 000 €.[cita requerida]
El 1 de enero de 2020 se confirmó su traspaso al Hertha Berlín.
Con más de cien partidos entre ambos equipos en la 1. Bundesliga, en julio de 2022 se marchó a Italia para jugar en la U. S. Cremonese.

### Estudiantes de La Plata
En el 2023 vuelve a Estudiantes en condición de préstamo, lo que marcaría su regreso a la institución que lo vio nacer como futbolista profesional. Luego, Estudiantes ejerció la opción de compra para retenerlo en el club.
El 13 de diciembre de 2023 ingresó en el segundo tiempo de la final contra Defensa y Justicia, para ganar con Estudiantes la Copa Argentina 2023, y el 5 de mayo de 2024 fue titular en la final de la Copa de la Liga Profesional 2024.
El 28 de julio de 2024 convirtió su primer gol en un clásico platense, en la victoria 4 a 1 contra Gimnasia y Esgrima La Plata.
El 21 de diciembre de 2024 integró el equipo titular que obtuvo el Trofeo de Campeones de la Liga Profesional 2024, en el triunfo de Estudiantes de La Plata ante Vélez Sarsfield por 3-0 en el Estadio Único Madre de Ciudades de Santiago del Estero.

## Selección nacional

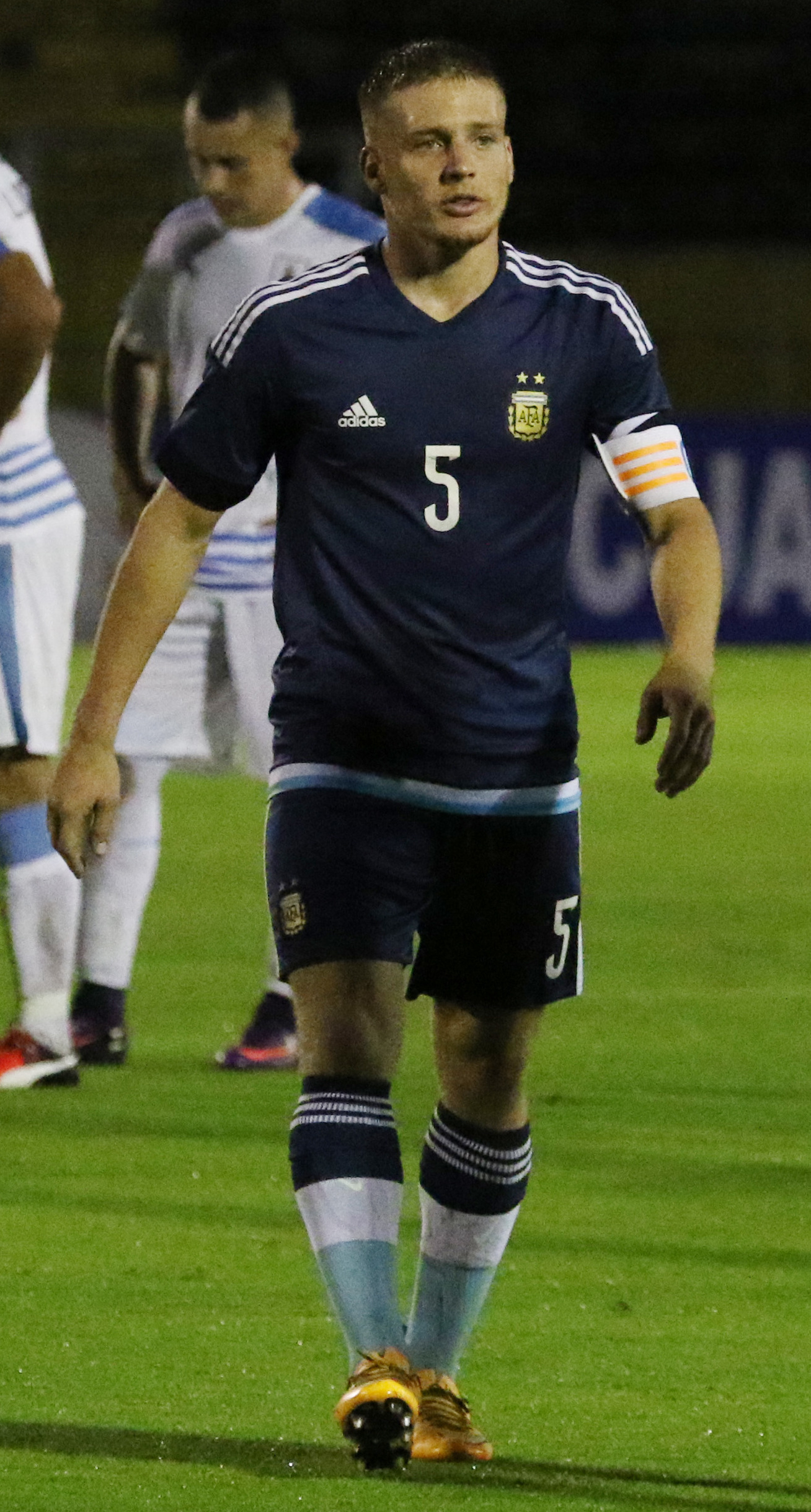
Ascacíbar jugando para en 2017.

### Olímpica
En 2016 participó en los Juegos Olímpicos de Río de Janeiro con la selección argentina sub-23, donde jugó 3 partidos.

### Sub-20
En enero de 2017, fue convocado como parte del plantel que disputó el Sudamericano Sub-20 realizado en Ecuador, siendo capitán y referente del equipo.

### Selección absoluta
En septiembre de 2018, Lionel Scaloni, el entrenador interino de la selección mayor, convocó a Ascacíbar por primera vez al conjunto nacional en septiembre de 2018, como parte de una renovación generacional del plantel, para disputar dos encuentros amistosos ante Guatemala y Colombia. Ascacíbar realizó su debut oficial con la albiceleste el sábado 8 de septiembre frente a Guatemala, ingresando en el segundo tiempo, y en el cual Argentina lograría vencer por 3-0 a su par centroamericano. Ascacíbar se convertiría en un jugador regularmente citado por Scaloni, siendo nuevamente llamado para la doble fecha FIFA del mes de octubre contra las selecciones de Irak y Brasil; el jueves 11 de octubre, Ascacíbar entraría en el complemento vs. Irak, donde la albiceleste se impondría por un contundente 4-0. Al mes siguiente, Ascacíbar fue convocado por Scaloni para disputar los últimos encuentros de la selección nacional en 2018 ante México en territorio local; donde sería titular en el segundo cotejo ante los mexicanos, aunque salió reemplazado a los 55 minutos por Leandro Paredes.

## Estadísticas

### Clubes
| Club | Div.          | Temporada     | Liga(1) | Liga(1) | Copas nacionales(2) | Copas nacionales(2) | Torneos internacionales(3) | Torneos internacionales(3) | Total(4) | Total(4) |
| Club | Div.          | Temporada     | Part.   | Goles   | Part.               | Goles               | Part.                      | Goles                      | Part.    | Goles    |
| --- | ------------- | ------------- | ------- | ------- | ------------------- | ------------------- | -------------------------- | -------------------------- | -------- | -------- |
| Estudiantes de La Plata Argentina | 1.ª           | 2016          | 17      | 0       | —                   | —                   | —                          | —                          | 17       | 0        |
| Estudiantes de La Plata Argentina | 1.ª           | 2016-17       | 24      | 0       | 1                   | 0                   | 8                          | 0                          | 33       | 0        |
| Estudiantes de La Plata Argentina | 1.ª           | 2023          | 26      | 4       | 14                  | 1                   | 10                         | 0                          | 50       | 5        |
| Estudiantes de La Plata Argentina | 1.ª           | 2024          | 22      | 4       | 20                  | 1                   | 5                          | 1                          | 47       | 6        |
| Estudiantes de La Plata Argentina | 1.ª           | 2025          | 19      | 4       | 3                   | 0                   | 7                          | 3                          | 29       | 7        |
| Estudiantes de La Plata Argentina | Total club    | Total club    | 108     | 12      | 38                  | 2                   | 30                         | 4                          | 176      | 18       |
| VfB Stuttgart · Alemania | 1.ª           | 2017-18       | 29      | 0       | 2                   | 0                   | —                          | —                          | 31       | 0        |
| VfB Stuttgart · Alemania | 1.ª           | 2018-19       | 28      | 0       | 0                   | 0                   | —                          | —                          | 28       | 0        |
| VfB Stuttgart · Alemania | 2.ª           | 2019-20       | 13      | 1       | 2                   | 0                   | —                          | —                          | 15       | 1        |
| VfB Stuttgart · Alemania | Total club    | Total club    | 70      | 1       | 4                   | 0                   | 0                          | 0                          | 74       | 1        |
| Hertha Berlín · Alemania | 1.ª           | 2019-20       | 8       | 0       | 1                   | 0                   | —                          | —                          | 9        | 0        |
| Hertha Berlín · Alemania | 1.ª           | 2020-21       | 13      | 1       | 0                   | 0                   | —                          | —                          | 13       | 1        |
| Hertha Berlín · Alemania | 1.ª           | 2021-22       | 29      | 0       | 2                   | 0                   | —                          | —                          | 31       | 0        |
| Hertha Berlín · Alemania | Total club    | Total club    | 50      | 1       | 3                   | 0                   | 0                          | 0                          | 53       | 1        |
| U. S. Cremonese · Italia | 1.ª           | 2022-23       | 12      | 0       | 1                   | 0                   | —                          | —                          | 13       | 0        |
| U. S. Cremonese · Italia | Total club    | Total club    | 12      | 0       | 1                   | 0                   | 0                          | 0                          | 13       | 0        |
| Total carrera | Total carrera | Total carrera | 240     | 14      | 46                  | 2                   | 30                         | 4                          | 316      | 20       |
| (1) Incluye datos de la Promoción de ascenso y descenso de Alemania. (2) Incluye datos de la Copa Argentina, Copa de la Liga Profesional, Supercopa Argentina, Trofeo de Campeones y Supercopa Internacional. (3) Incluye datos de la Copa Sudamericana y Copa Libertadores. (4) No incluye goles en partidos amistosos. Fuente: Soccerway |               |               |         |         |                     |                     |                            |                            |          |          |

### Selecciones
| Selección | Temporada     | Amistosos | Amistosos | Amistosos | Sudamérica(1) | Sudamérica(1) | Sudamérica(1) | Mundial(2) | Mundial(2) | Mundial(2) | Total | Total | Total  | Media goleadora |
| Selección | Temporada     | Part.     | Goles     | Asist.    | Part.         | Goles         | Asist.        | Part.      | Goles      | Asist.     | Part. | Goles | Asist. | Media goleadora |
| --- | ------------- | --------- | --------- | --------- | ------------- | ------------- | ------------- | ---------- | ---------- | ---------- | ----- | ----- | ------ | --------------- |
| Sub-20 Argentina                                                                                                  | 2017          | —         | —         | —         | 8             | 0             | 1             | 3          | 0          | 0          | 11    | 0     | 1      | 0               |
| Sub-20 Argentina                                                                                                  | Total         | 0         | 0         | 0         | 8             | 0             | 1             | 3          | 0          | 0          | 11    | 0     | 1      | 0               |
| Olímpica Argentina                                                                                                | 2016          | —         | —         | —         | —             | —             | —             | 3          | 0          | 0          | 3     | 0     | 0      | 0               |
| Olímpica Argentina                                                                                                | 2019          | 1         | 0         | 0         | —             | —             | —             | 0          | 0          | 0          | 1     | 0     | 0      | 0               |
| Olímpica Argentina                                                                                                | Total         | 1         | 0         | 0         | 0             | 0             | 0             | 3          | 0          | 0          | 4     | 0     | 0      | 0               |
| Absoluta Argentina                                                                                                | 2018          | 3         | 0         | 0         | 0             | 0             | 0             | 0          | 0          | 0          | 3     | 0     | 0      | 0               |
| Absoluta Argentina                                                                                                | Total         | 3         | 0         | 0         | 0             | 0             | 0             | 0          | 0          | 0          | 3     | 0     | 0      | 0               |
| Total carrera | Total carrera | 4         | 0         | 0         | 8             | 0             | 1             | 6          | 0          | 0          | 18    | 0     | 1      | 0               |
| (1) Incluye los partidos del Sudamericano Sub-20 (2017). (2) Incluye los partidos de los Juegos Olímpicos (2016). |               |           |           |           |               |               |               |            |            |            |       |       |        |                 |

## Palmarés

#### Campeonatos nacionales
| Título              | Club                    | País      | Año  |
| ------------------- | ----------------------- | --------- | ---- |
| Copa Argentina      | Estudiantes de La Plata | Argentina | 2023 |
| Copa de la Liga     | Estudiantes de La Plata | Argentina | 2024 |
| Trofeo de Campeones | Estudiantes de La Plata | Argentina | 2024 |